# Камера (горное дело)
Камера (подземная, горная) — очистная выемка, образованная после нарезных работ, выемочная единица в результате ведения горных работ в подземных условиях с применением самоходного погрузочно-доставочного оборудования в частности погрузочно-доставочных машин (ПДМ) зачастую с дистанционным управлением. Так же для выпуска полезных ископаемых (руды) из этажа (подэтажа). 
Размеры камеры: длина до 100—150 метров, высота до 60 метров.